# Aurélien Robert
Pour les articles homonymes, voir Robert (patronyme).
 (juin 2025).
Aurélien Robert, né en 1977, est un philosophe français, spécialiste de philosophie médiévale et renaissante, et plus particulièrement de l’histoire de l'atomisme. Dans ce cadre, il a notamment travaillé sur la réception d'Épicure au Moyen Âge et sur l'origine néo-pythagoricienne de l'atomisme médiéval. Il s'intéresse aussi aux rapports entre philosophie et médecine.

## Biographie
Docteur en philosophie (2005), il a été l’assistant de Claude Panaccio à l’Université du Québec à Trois-Rivières (1999-2000), boursier de la Maison française d'Oxford (2003-2004) et membre de l’École française de Rome (2006-2008). Entré au CNRS en 2008 comme chargé de recherche au Centre d'études supérieures de la Renaissance, il est aujourd’hui directeur de recherche au laboratoire SPHERE UMR7219 CNRS - Université Paris Cité - Université de Paris 1 Panthéon Sorbonne, dont il est le directeur depuis 2023. Entre 2021 et 2025 il a présidé la section 35 du Comité national de la recherche scientifique.Il a enseigné dans plusieurs universités françaises, à Nantes, à Tours, à l’Université de Paris 1 – Panthéon-Sorbonne et à l’université Paris Cité (ex Paris VII – Diderot). Entre 2015 et 2018 il a été chargé de conférences à l’École pratique des hautes études (5e section). Il a été professeur invité dans plusieurs universités du Brésil (São Paolo, Rio de Janeiro, Belo Horizonte et Porto Allegre) et en Europe (notamment à Cluj en Roumanie).

## Publications
- Le Monde mathématique. Marco Trevisano et la philosophie dans la Venise du Trecento, Paris, Editions du cerf, 2023.
- Savoirs profanes dans les ordres mendiants (Italie, XIIIe – XVe siècles), Rome, Ecole française de Rome, 2023 (avec J. Chandelier).
- Brill's Companion to the Reception of Pythagoras and Pythagoreanism in the Middle Ages and the Renaissance, Leyde-Boston, Brill, 2022 (avec I. Caiazzo et C. Macris).
- Épicure aux enfers. Hérésie, athéisme et hédonisme au Moyen Âge, Paris, Fayard, 2021  (ISBN 978-2-213-71174-4).
- Ad placitum. Pour Irène Rosier-Catach (2 vol.), Canterano, Aracne Editrice, 2021 (avec L. Cesalli, F. Goubier, A. Grondeux et L. Valente).
- La Philosophie de Blaise de Parme : Physique, psychologie, éthique (avec J. Biard), Florence, SISMEL-Edizioni del Galluzzo, 2019.
- Frontières des savoirs en Italie à l’époque des premières universités (XIIIe – XVe siècles) (avec J. Chandelier), Rome, École française de Rome, 2015.
- L’Anthropologie des médecins (IXe – XVIIIe siècles), numéro de la Revue de synthèse, t. 134, n°4, 2013 (avec J. Chandelier[4]).
- Medieval Legends of Philosophers and Scholars, numéro 21 de la revue Micrologus, Florence, Edizioni del Galluzzo-SISMEL, 2013 (avec J.P. Boudet, N. Bouloux et A. Paravicini-Bagliani).
- Philosophies morales. L’éthique à la croisée des savoirs (XIIIe – XIVe siècles), numéro 63 de la revue Médiévales, 2012 (avec I. Costa[5]).
- Contagions, numéro spécial de la revue Tracés (avec F. Coste et A. Minard), 2011[6].
- Atomism in Late Medieval Philosophy and Theology (avec Ch. Grellard), Leyde-Boston, Brill, 2009.

## Publications jeunesse
- Qu'est-ce que tu t'imagines? Paris, Gallimard, 2022 (illustré par Thibaut Rassat).
- Se faire plaisir à tout prix? Paris, Gallimard, 2024 (illustré par Matthieu Méron).

## Distinctions
- Médaille de bronze du CNRS en 2019[7].
- Prix Augustin Thierry de l'Académie française en 2024[8].